# Jhonnier González
Jhonnier González Córdoba (Turbo, 6 luglio 1982) è un ex calciatore colombiano naturalizzato equatoguineano, di ruolo difensore.